# Échecs aux Jeux africains de 2003
Navigation
Édition suivante
Les compétitions d’échecs ont été introduites pour la première fois lors des Jeux africains de 2003. Elles consistent en des rencontres en 6 tables avec en plus un classement par équipes pour les hommes, des rencontres en 4 tables en plus d’un classement par équipes pour les femmes et deux épreuves de blitz (ou échec rapide). Néanmoins le Nigéria et l’Algérie ont présenté respectivement 2 et 1 remplaçantes dans leurs équipes féminines et les ont intégré lors de certaines rencontres en les plaçant dans des tables supplémentaires : 5e et 6e, ce qui leur a permis de bénéficier de chances supplémentaires de médailles.

## Résumé des médailles

### Hommes
| Épreuves               | Or                | Argent            | Bronze           |
| ---------------------- | ----------------- | ----------------- | ---------------- |
| 1re table              | Fouad El Taher    | Amon Simutowe     | Pedro Aderito    |
| 2e table               | Odion Aikhoje     | Adlene Arrab      | Issam El Gondi   |
| 3e table               | Bunmi Olape       | Amorin Agnelio    | Nase Lungu       |
| 4e table               | Mohamed Haddouche | Ahmed Adly        | Johannes Mayedi  |
| 5e table               | Karim Belgacem    | Catarino Domingos | Issam Ali Ahmed  |
| 6e table               | Khaled Ben Naceur | Mohamed Ezzat     | Alembola Ogunowo |
| Classement par équipes | Égypte            | Algérie           | Zambie           |
| Blitz                  | Foued Tahar       | Ahmed Adly        | Pedro Aderito    |

## Femmes
| Épreuves               | Or                   | Argent             | Bronze            |
| ---------------------- | -------------------- | ------------------ | ----------------- |
| 1re table              | Cecile Van Der Merwe | Farida Arrouche    | Boikhotso Modongi |
| 2e table               | Rabiaa Ben Khaled    | Mignon Pretorius   | Tshephiso Lopang  |
| 3e table               | Asma Houli           | Denise Frick       | Doris Omoragbon   |
| 4e table               | Amina Mezioud        | Tobi Olatunji      | Jenine Ellappen   |
| 5e table               | Wissem Toubal        | Rose mary Amadasun |                   |
| 6e table               | Pauline Glewis       |                    |                   |
| Classement par équipes | Algérie              | Afrique du Sud     | Nigéria           |
| Blitz                  | Farida Arrouche      | Denise Frick       | Asma Houli        |

## Tableau des médailles
| Rang | Nation         | Or | Argent | Bronze | Total |
| ---- | -------------- | -- | ------ | ------ | ----- |
| 1    | Algérie        | 8  | 3      | 1      | 12    |
| 2    | Égypte         | 3  | 3      | 2      | 8     |
| 3    | Nigeria        | 3  | 2      | 3      | 8     |
| 4    | Afrique du Sud | 1  | 4      | 2      | 7     |
| 5    | Libye          | 1  | 0      | 0      | 1     |
| 6    | Angola         | 0  | 2      | 2      | 4     |
| 7    | Zambie         | 0  | 1      | 2      | 3     |
| 8    | Botswana       | 0  | 0      | 2      | 2     |
|      | Total          | 16 | 15     | 14     | 45    |

## Source
- (ar) “ Résultats de l’Égypte aux Jeux africains de 2003”, Al-Ahram-Sports, no 723, 28 octobre 2003, p. 56-62